# Echthroplexiella kerzhneri
Echthroplexiella kerzhneri är en stekelart som beskrevs av Trjapitzin 1972. Echthroplexiella kerzhneri ingår i släktet Echthroplexiella och familjen sköldlussteklar.
Artens utbredningsområde är:
- Mongoliet.
- Uzbekistan.

Inga underarter finns listade i Catalogue of Life.